# Rill Baxter
Rill Baxter (* 26. Oktober 1962 in Sarasota, Florida) ist ein ehemaliger US-amerikanischer Tennisspieler.

## Leben
Baxter spielte während seines Studiums der Wirtschaftswissenschaft für die Pepperdine University und wurde 1982 in die Bestenauswahl All-American gewählt. Nach seinem Studienabschluss wurde er 1985 Tennisprofi. Zunächst spielte er auf der ATP Challenger Tour, wo er noch im selben Jahr an der Seite von Glenn Michibata seinen ersten Doppeltitel erringen konnte. Im darauf folgenden Jahr gewann er zwei weitere Doppeltitel auf der Challenger-Tour. Im Laufe seiner Karriere konnte er insgesamt fünf Doppeltitel auf der ATP Challenger Tour erringen. Seine größten Erfolge auf der ATP World Tour waren Finalteilnahmen in ATP Metz an der Seite von Nduka Odizor und in Wellington an der Seite von Glenn Michibata. Seine höchste Notierung in der Tennis-Weltrangliste erreichte er 1987 mit Position 316 im Einzel sowie Position 69 im Doppel.
Im Einzel konnte er sich nie für ein Grand-Slam-Turnier qualifizieren. In der Doppelkonkurrenz erreichte er jeweils die zweite Runde der Australian Open, der French Open und der US Open. 1987 stand er zudem in der zweiten Runde des Mixed-Wettbewerbs der French Open.

## Erfolge
| Legende                       |
| Grand Slam                    |
| Tennis Masters Cup            |
| ATP Masters Series            |
| ATP International Series Gold |
| ATP International Series      |
| ATP Challenger Tour (5)       |

### Doppel

#### Turniersiege
| Nr. | Datum             | Turnier          | Belag     | Partner         | Finalgegner                           | Ergebnis      |
| --- | ----------------- | ---------------- | --------- | --------------- | ------------------------------------- | ------------- |
| 1.  | 13. Mai 1985      | Spring           | Hartplatz | Glenn Michibata | Roger Knapp Mark Wooldridge           | 6:4, 6:3      |
| 2.  | 17. November 1986 | Benin City       | Hartplatz | Larry Scott     | Stanislav Birner Jarek Srnensky       | 4:6, 6:3, 6:4 |
| 3.  | 24. November 1986 | Ogbe             | Hartplatz | Larry Scott     | Álvaro Jordan Jean-Marc Piacentile    | 6:7, 7:6, 6:3 |
| 4.  | 11. Mai 1987      | Raleigh          | Sand      | Mike DePalmer   | Brian Levine David Macpherson         | 7:5, 2:6, 6:4 |
| 5.  | 20. Juni 1988     | Clermont-Ferrand | Sand      | Jörgen Windahl  | Jean-Philippe Fleurian Andreas Maurer | 7:6, 6:4      |

#### Finalteilnahmen
| Nr. | Datum            | Turnier    | Belag     | Partner         | Finalgegner                   | Ergebnis      |
| --- | ---------------- | ---------- | --------- | --------------- | ----------------------------- | ------------- |
| 1.  | 22. Februar 1988 | Metz       | Teppich   | Nduka Odizor    | Jaroslav Navrátil Tom Nijssen | 2:6, 7:6, 6:7 |
| 2.  | 2. Januar 1989   | Wellington | Hartplatz | Glenn Michibata | Peter Doohan Laurie Warder    | 6:3, 2:6, 3:6 |